# Darrel J. McLeod
Pour les articles homonymes, voir McLeod.
Darrel J. McLeod, né le 13 juillet 1957 et mort le 29 août 2024, est un écrivain, musicien et enseignant appartenant au peuple Cri, natif du nord de l’Alberta. En 2018, il remporte le Prix du Gouverneur général pour son autobiographie Mamaskatch : une initiation crie.

## Biographie
Né en 1957 et originaire du territoire du Traité numéro huit,,, en Alberta, Darrel J. McLeod étudie la littérature française et l’enseignement à l’Université de la Colombie-Britannique.
En plus d’enseigner le français, il est directeur de l’école Yekooche des Premières Nations, d’un centre pédagogique provincial ainsi que chef de la direction de l’éducation et des affaires internationales à l’Assemblée des Premières Nations. Avant de prendre sa retraite, il a également été négociateur en chef des revendications territoriales pour le gouvernement fédéral,.
C’est à la retraite que commence sa carrière d’écrivain, accompagné de sa mentore, Shaena Lambert. Sa première autobiographie, Mamaskatch, qui signifie « c’est un miracle », en cri, raconte les trente premières années de sa vie et de celle de sa famille en Alberta. Enfant, l’écrivain est victime de racisme, d’intimidation et d’abus physiques et sexuels, — épreuves qu’il aborde grâce à l’écriture. L’autobiographie se termine par le décès de sa mère ainsi que sa rencontre avec celui qui sera son conjoint pour les trente prochaines années.
Mamaskatch remporte le Prix du Gouverneur général dans la catégorie non-fiction en 2018 et est traduit en français deux ans après sa parution en langue originale. Il est également disponible en livre audio.
Son histoire est reprise dans son second livre, Peyakow : Reclaiming Cree Dignity, qui se traduit, en français, comme : « celui qui marche seul ». Le titre lui vient en tête alors qu’il est encore à la rédaction de son manuscrit, puisque l’écrivain est loin de ses proches alors qu’il voyage entre Vancouver, Paris, New York et autres,. Peyakow aborde également les impacts brutaux de la colonisation des Nehiyaw (Cris) dans le nord de l’Alberta ainsi que la pauvreté, la corruption, la discrimination raciale et les drois des Premières Nations,.
La publication de ses deux ouvrages le mène à faire plusieurs tournées au Canada et aux États-Unis. Il est aussi présent, entre autres, au Salon des livres de Premières Nations, à Québec.
Il est également compositeur et chanteur de jazz.
Darrel J McLeod meurt le 29 août 2024 à l’âge de 67 ans.

## Œuvres

### Autobiographie
- (en) Mamaskatch : A Cree Coming of Age, Colombie-Britannique, Douglas & McIntyre, 2018, 228 p. (ISBN 9781771622004)
  - Mamaskatch : une initiation crie (trad. Marie Frankland), Montréal, VLB éditeur, 2020, 408 p. (ISBN 9782896498284)
- (en) Peyakow : Reclaiming Cree Dignity, Colombie-Britannique, Douglas & McIntyre, 2021, 244 p. (ISBN 9781771622318)

### Autres
- (en) Developing Culturally Focused Aboriginal Early Childhood Education Programs : A Handbook, Colombie-Britannique, Aboriginal Child Care Society, 2001, 23 p. (ISBN 9780968759400)

## Prix et honneurs
- 2018 : lauréat du Prix du Gouverneur général, catégorie non-fiction, pour Mamaskatch: A Cree Coming of Age[7]
- 2019 : présélection au Prix RBC Taylor pour Mamaskatch : A Cree Coming of Age[17]
- 2021 : finaliste pour le prix de la Writer’s Trust Hilary Weston, catégorie non-fiction, pour Peyakow: Reclaiming Cree Dignity[7]